# Mariabasiliek van Inowrocław
De Mariabasiliek of voluit Basiliek van de naam van Maria (Pools: Bazylika Imienia Najświętszej Maryi Panny) (Duits: Basilika Mariä Namen) is een veldsteenkerk en Basilica minor in de Poolse stad Inowrocław / Hohensalza. De kerk is een zaalkerk in romaanse stijl en ligt in het Aartsbisdom Gniezno / Gnesen. De kerktorens grotendeels  gebouwd in de stijl van de Baksteengotiek, het onderste deel is romaans.
Dit is een van de weinige veldsteenkerken die gebouwd is als stadskerk, andere voorbeelden hiervan zijn de Sint-Andreaskerk in de stad Teltow, in de gelijknamige streek, Brandenburg in Duitsland of de Judittenkerk van Kaliningrad / Koningsbergen in het huidige Russische oblast Kaliningrad. Meestal staat dit type kerk op het platteland.
De Mariabasiliek is de grootste Midden-Europese Basilika minor in romaanse stijl. De kerktorens zijn gelegen aan de westfaçade. Naast een religieus doel, had de veldsteenkerk ook een functie als weerkerk, dit is te zien aan haar ligging op een moreneheuvel en de dikte van de muren die ongeveer 160 cm dik zijn, de kleine hooggelegen vensters in onder andere de kerktorens en schietgaten. Verder doet het bovenste deel van de kerktorens enigszins aan stadspoorten of torens denken uit de tijd van de baksteengotiek, die veel in deze omgeving in het Oostzeegebied en de hanzesteden voorkomen.

## Geschiedenis
De kerk is gebouwd op een moreneheuvel die Białą Górą /  Weißen Berg (Nederlands: Witte berg) wordt genoemd, deze berg beschikt over Romeinse sporen die eerder ontdekt zijn. De kerk wordt omgeven door een deels nog intacte begraafplaats. De kerk is ergens gesticht aan het einde van de 12e of begin 13e eeuw. De waarschijnlijke grondlegger van de kerk is de Mazovische en Koejavische hertog Leszek van Mazovië, de zoon van Bolesław IV van Polen, mede door zijn geld uit de exploitatie van de zoutmijnen rondom de stad waar de kerk zich bevindt.
Als eerst werden een stenen schip en een priesterkoor gebouwd, nadat de fundering was voltooid. De fundering is expres op vijf symmetrische muren geplaatst. Het was een combinatie van een geloof in relikwieen  en  heidens volksgeloof, om een bouwoffer te geven, aan het begin van de bouw van de kerk.
De bakstenen kerktorens werden in de tweede bouwfase gebouwd aan het begin van de 13e eeuw, in de stijl van de baksteengotiek.  Hiervan is het onderste deel ook met veldstenen gebouwd.
De breedte van 12,40 m van het schip, doet vermoeden dat het oorspronkelijke plan was om het interieur in drie beuken te verdelen. Het is namelijk erg breed voor een kerkschip. Het oorspronkelijke plan is dus echter niet uitgevoerd. Het kerkschip heeft een plat houten dak.
De strengheid en eenvoud van de architectonische vormen suggereren dat de originele architect en zijn assistenten afkomstig zijn geweest uit de Mark Brandenburg of Saksen, waar soortgelijke gebouwen veel voorkomen. De afmetingen van de granieten bogen zijn qua hoogte vergelijkbaar met die van de abdij in Czerwińsk nad Wisłą. Dit suggereert dat er ook bouwers uit Mazovië hebben meegebouwd aan deze veldsteenkerk, echter laten de bakstenen ook een Wendische band zien, dit zou eerder suggereren, dat het om slaven uit het huidige oostelijk Duitsland en het aangrenzende gaat en men dus eerder aan baksteenfabrieken uit Brandenburg of Silezië moet denken en daar vandaan zijn meegenomen.
Aan het einde van de 16e eeuw begon het aan belang te verliezen en kreeg de kerk een nevenfunctie. In 1779 stortte de oostelijke muur van het koor met een deel van de gewelven in. In 1792 werd de gedeeltelijk ingestorte zuidelijke toren en een van de twee kerktorens aan de westfaçade herbouwd, het koor werd tijdens de wederopbouw afgesloten met een rechte muur.
In 1816 werd de kerk gesloten wegens dreigende vervallenheid. In december 1834 werd het door een brand verwoest en in een ruïne veranderd. Daarna kreeg de basiliek de bijnaam: De ruïne. Tussen de jaren 1900 en 1902 werd het herbouwd (op initiatief van pater Antoni Laubitz), volgens de plannen van Julius Koty, de monumentenconservator van de Duitse en Pruissische Provincie Posen. Volgens het principe van stijleenheid werden de sporen van het gotische koor en barokke armaturen verwijderd en onder andere de halfronde romaanse apsis is gereconstrueerd.
In het interbellum was het een middelbare schoolkerk. Tijdens de Duitse bezetting veranderden de nazi's het monument in een meubelwinkel en namen ze de klokken in beslag. Na de oorlog, waarbij het eind 1945 werd verwoest, werd het gebouw verder gerenoveerd. Dit werd voorafgegaan door archeologisch onderzoek, tussen de jaren 1950 en 1952 en een inspectie door de Poolse Erfgoedcommissie. Naar aanleiding hiervan werd de hele structuur versterkt, de vloer bekleed met keramische tegels en het interieur opnieuw ontworpen, waarbij de soberheid van de natuursteen- en bakstenen muren zichtbaar werd. Tevens werd de kerk van glas in loodramen voorzien. In 1979 beschikte de torens, weer over klokken. Op 3 mei 1980 werd de rang van parochiekerk hersteld door primaat Stefan Wyszyński. Paus Benedictus XVI verhief de kerk in 2008 tot de rang van Basiliek Minor.

## Architectuur in en rondom de kerk
De meest authentieke onderdelen van het huidige kerkgebouw, zijn de begane grond van de zuidtoren en de noordmuur van het schip. Het originele stenen kruisgewelf is bewaard gebleven in de Crypte van de zuidelijke toren.
Drie romaanse portalen met gladde timpanen leiden naar het interieur met drie altaarnissen, waarop de stelling van de vroegere functie van de collegiale kerk met drie priesters is gebaseerd. Op de muren (vooral op de buitenste noordmuur) zijn gravures en bas reliëfs met groteske menselijke en duivelse maskers, fantastische dieren en kruisen die waarschijnlijk apotropische en didactische functies hebben, ook wel de Armenbijbel genoemd. Deze afbeeldingen zijn waarschijnlijk gemaakt op voorchristelijke cultusstenen die terug in de muren van de kerk zijn gebruik, om de nadruk op hun heilige- en magische functies te vervullen.
Het kerkgebouw weerspiegeld qua vorm: het beeld van het  hemelse Jeruzalem, een beeld dat vaak werd gebruikt in de Middeleeuwen.
Het koorgewelf werd in 2005  ontworpen door Ewa Pasoń , is versierd met een modern mozaïek van glas en goud op basis van romaanse patronen.

## De lachende Madonna

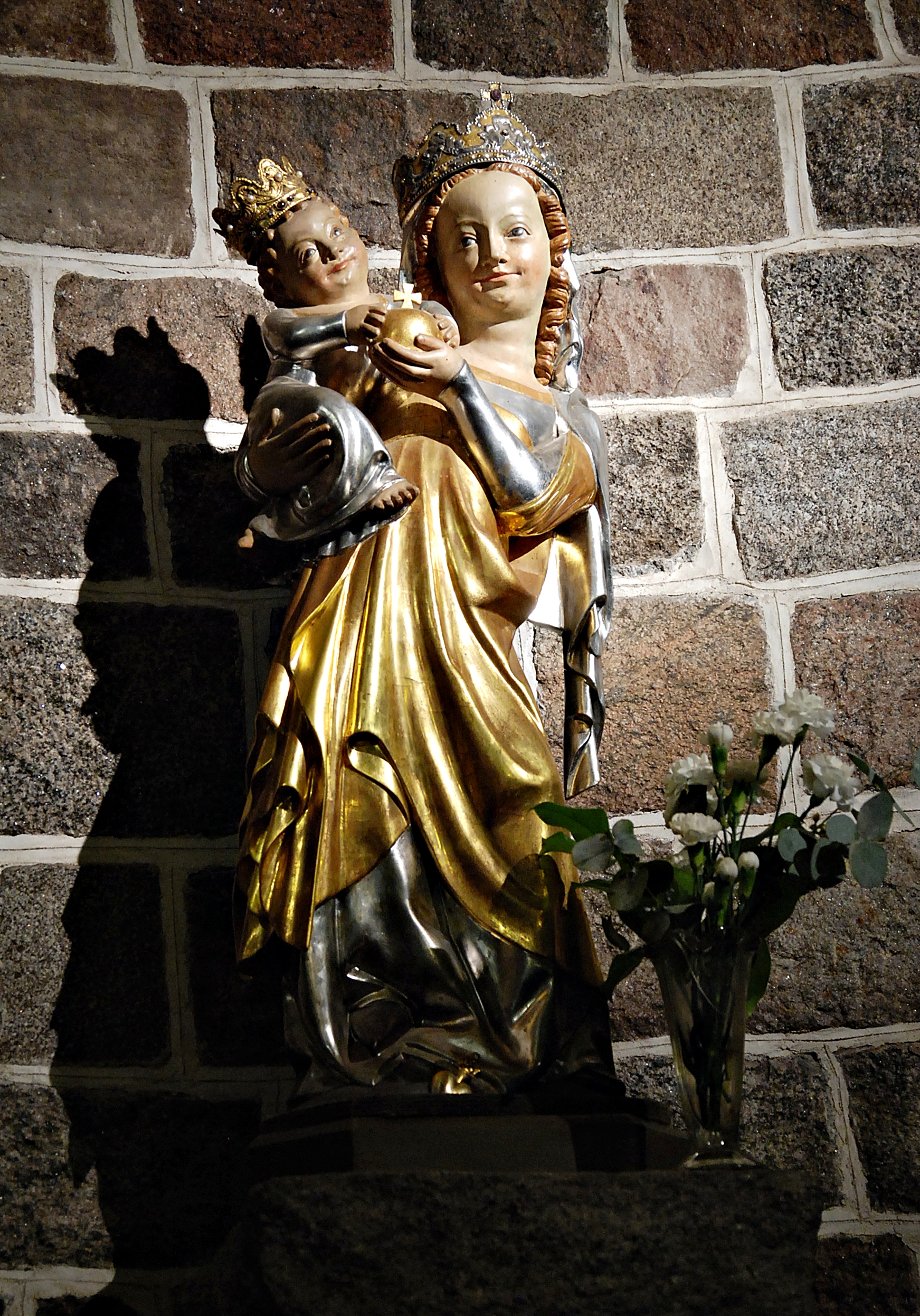
De lachende Madonna met kind

Het meest waardevolle altaarstuk van de veldsteenkerk is het houten beeldhouwwerk van de lachende Madonna met kind Jezus gemaakt tussen de jaren 1370 en 1380. Het is waarschijnlijk het werk van de Meester van Skarbimierz.  In de 18e eeuw kreeg het een zilveren rococokroon en in 1936 een nieuwe polychomen versiering boven zich.

## Afbeeldingen

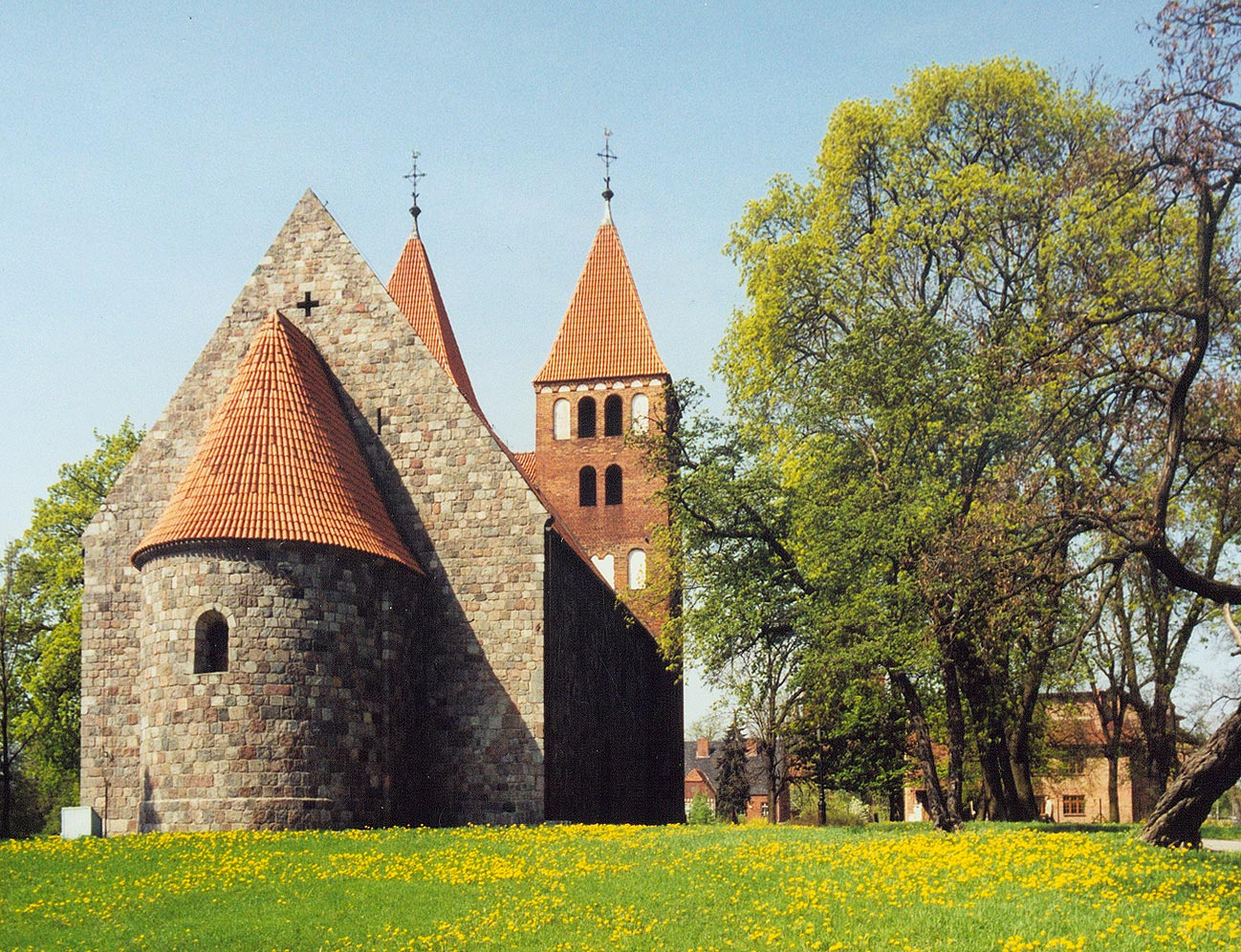
De Mariabasiliek uit de 12e eeuw
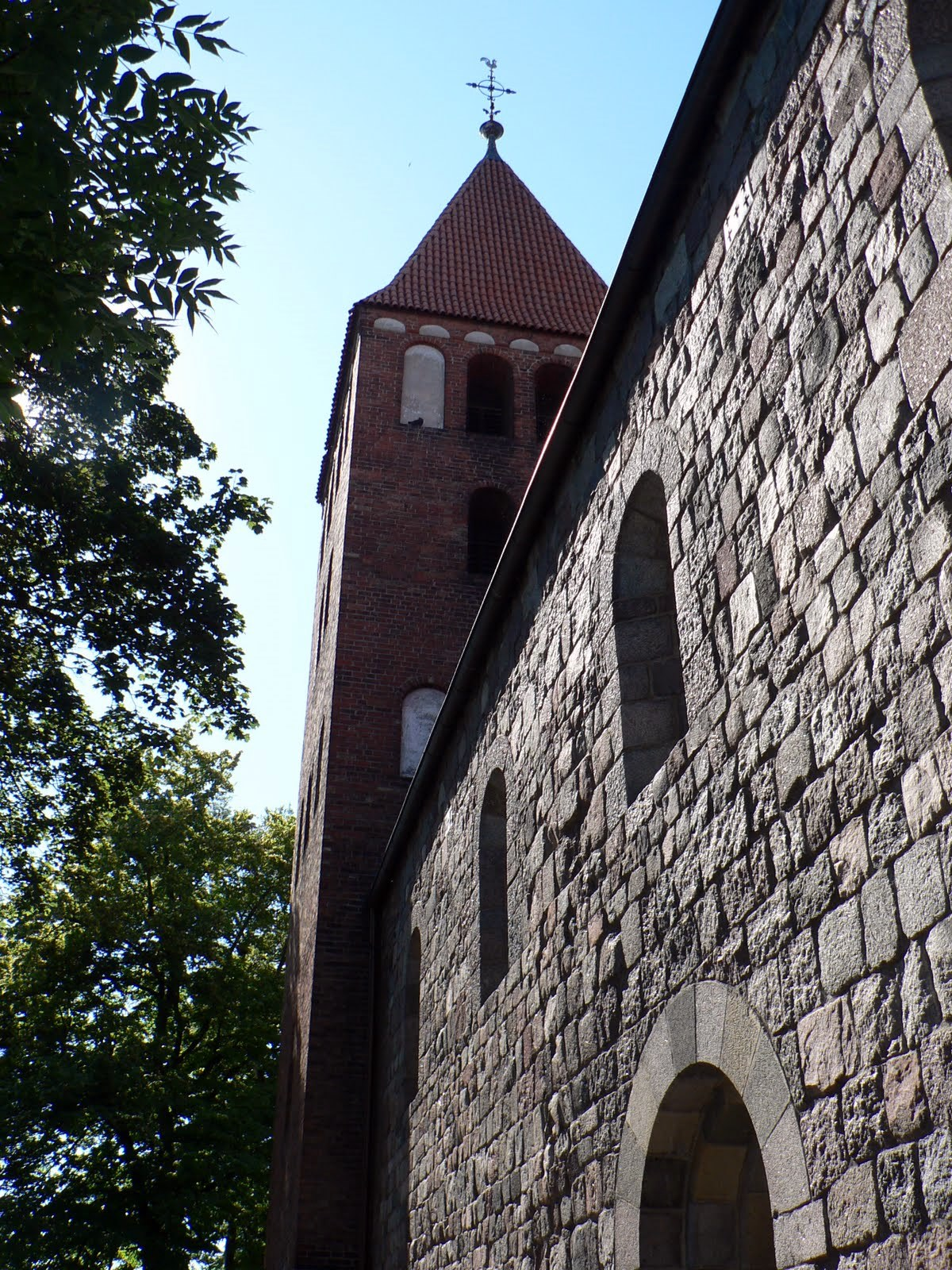
Een van de bakstenen torens van de veldsteenkerk
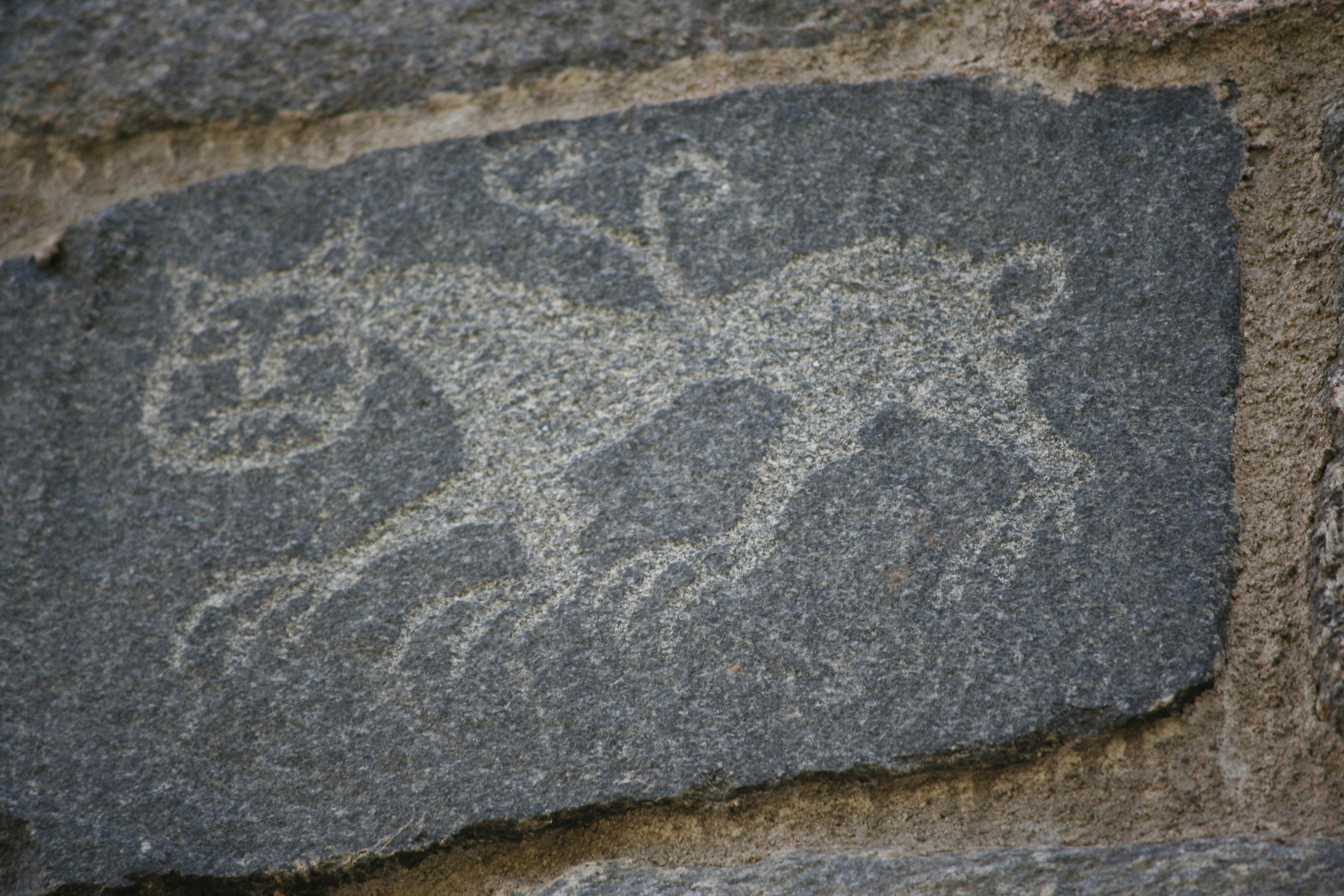
afbeelding op een van de veldstenen
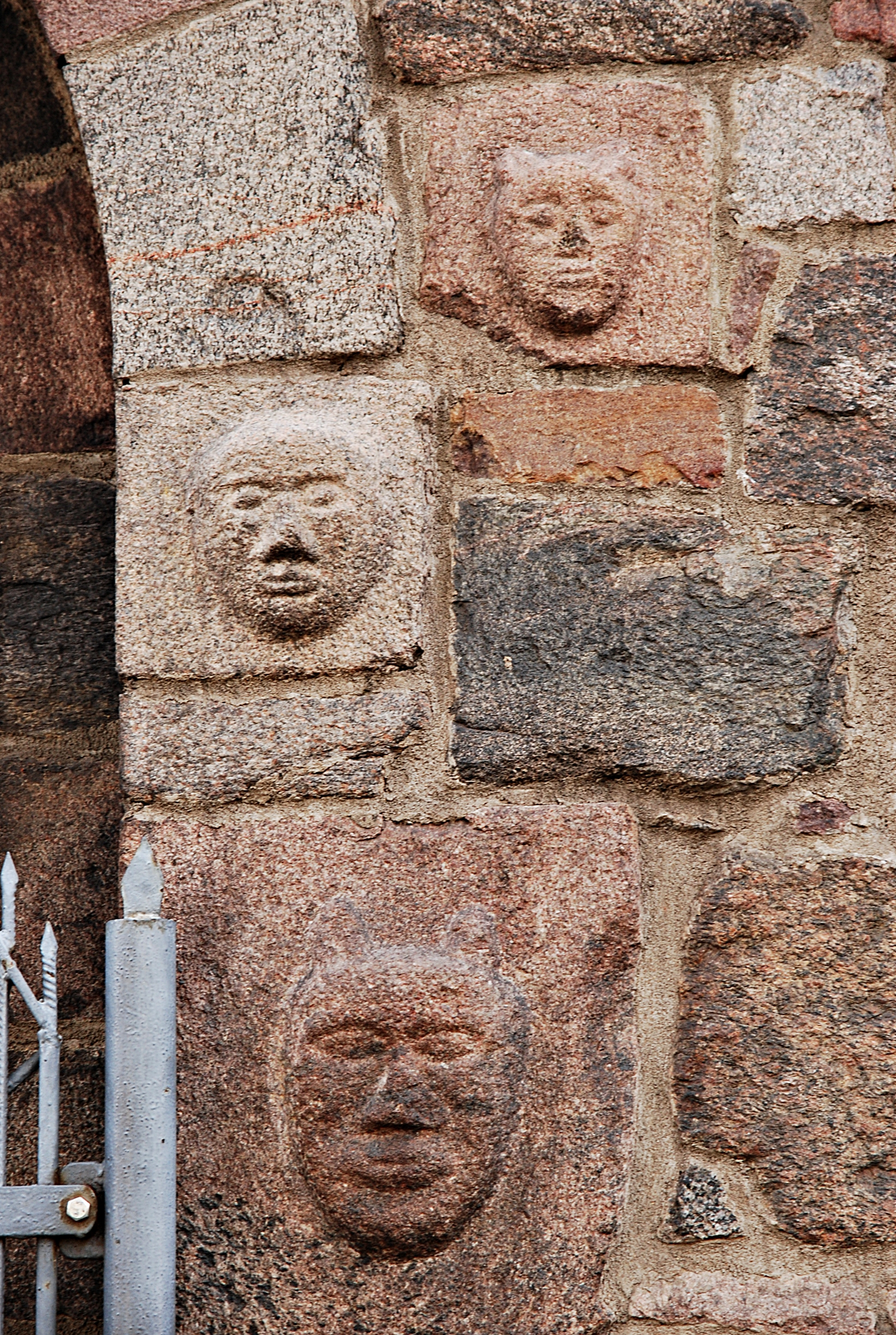
Bakstenen beeldhouwwerk
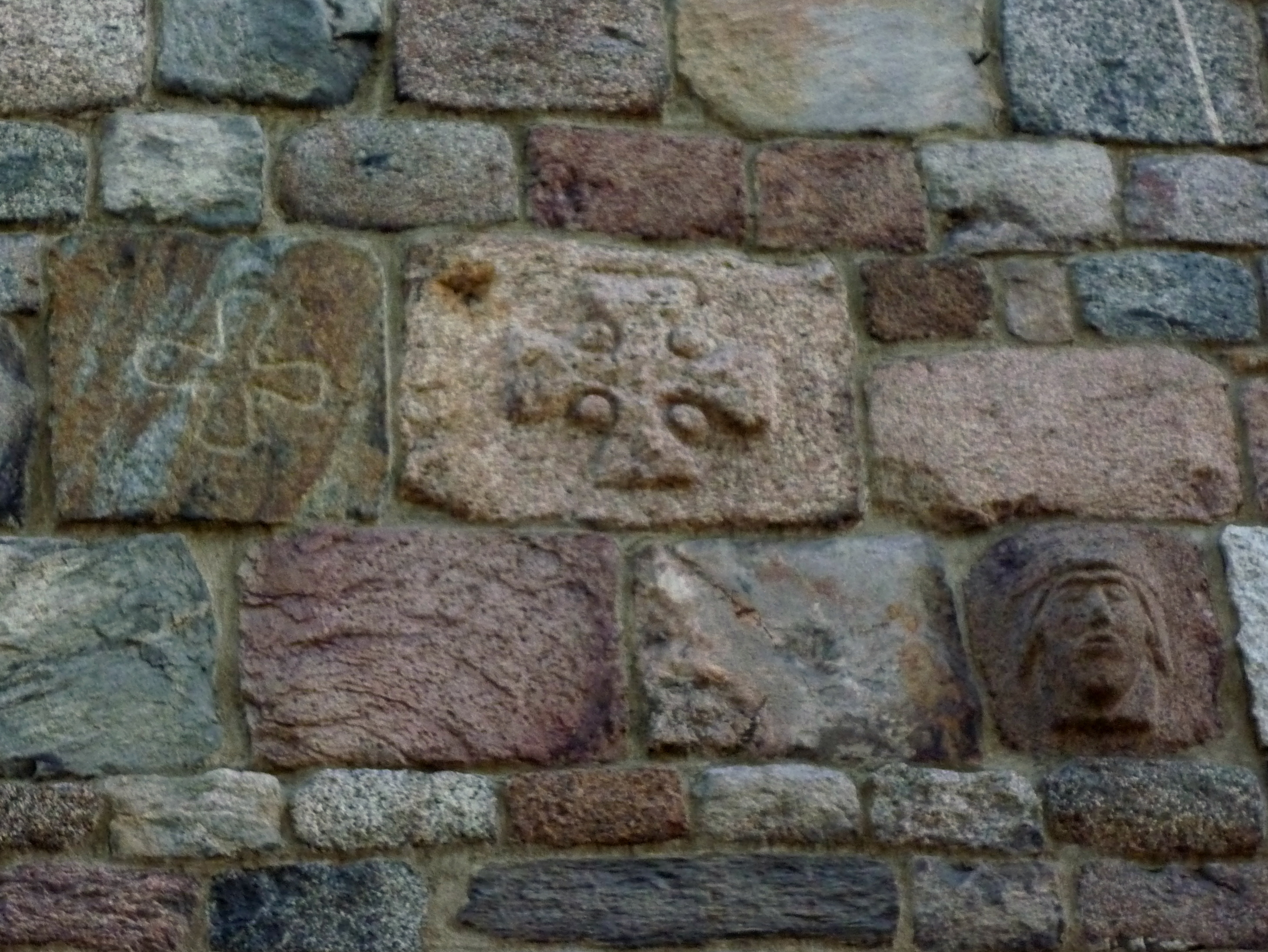
beeldhouwkunst op de veldstenen
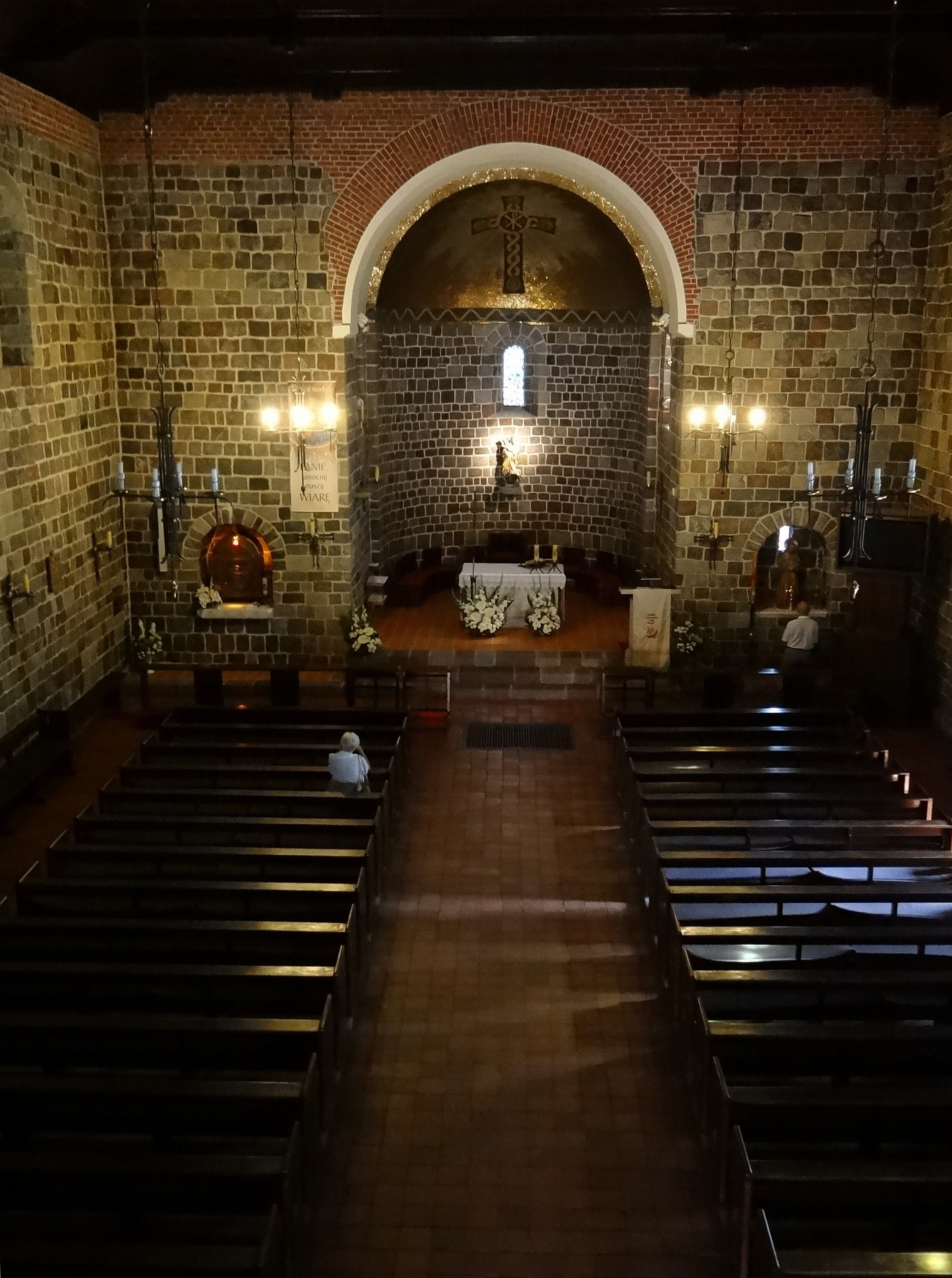
Het interieur en het presbyterium in de basiliek
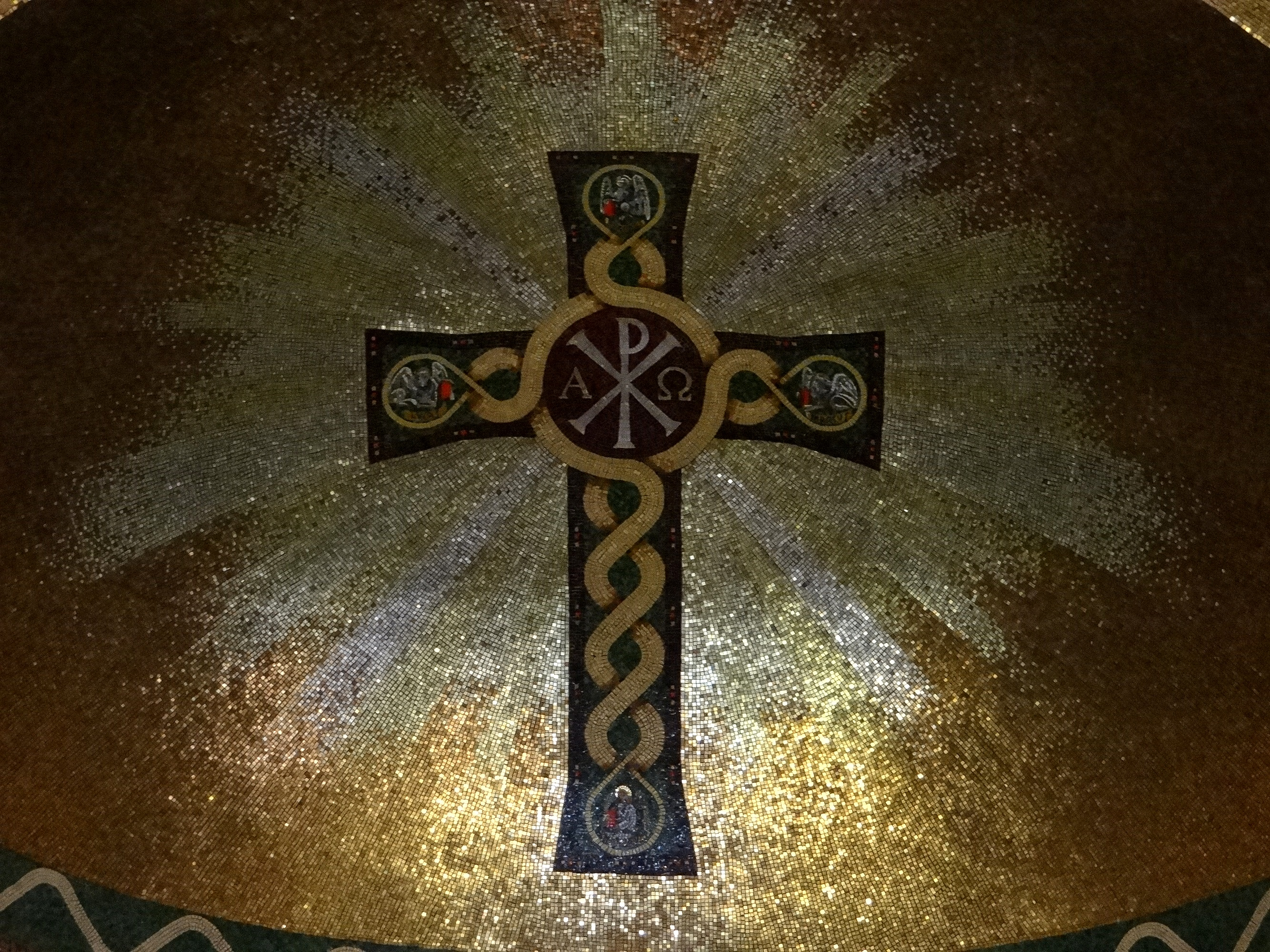
afbeelding van een crucifix op het priesterkoor
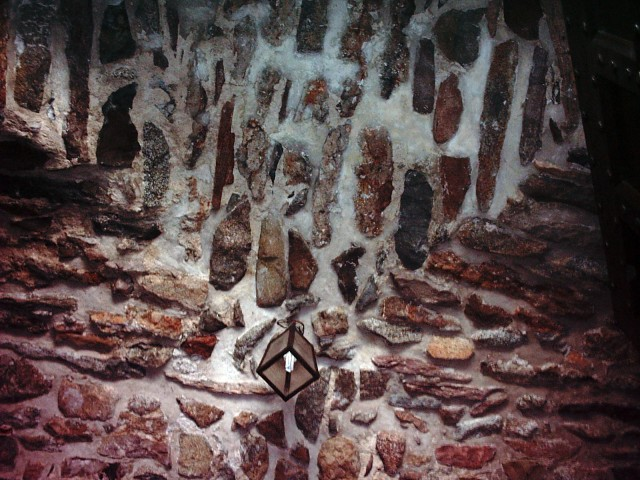
Veldstenen gewelf van de Basiliek
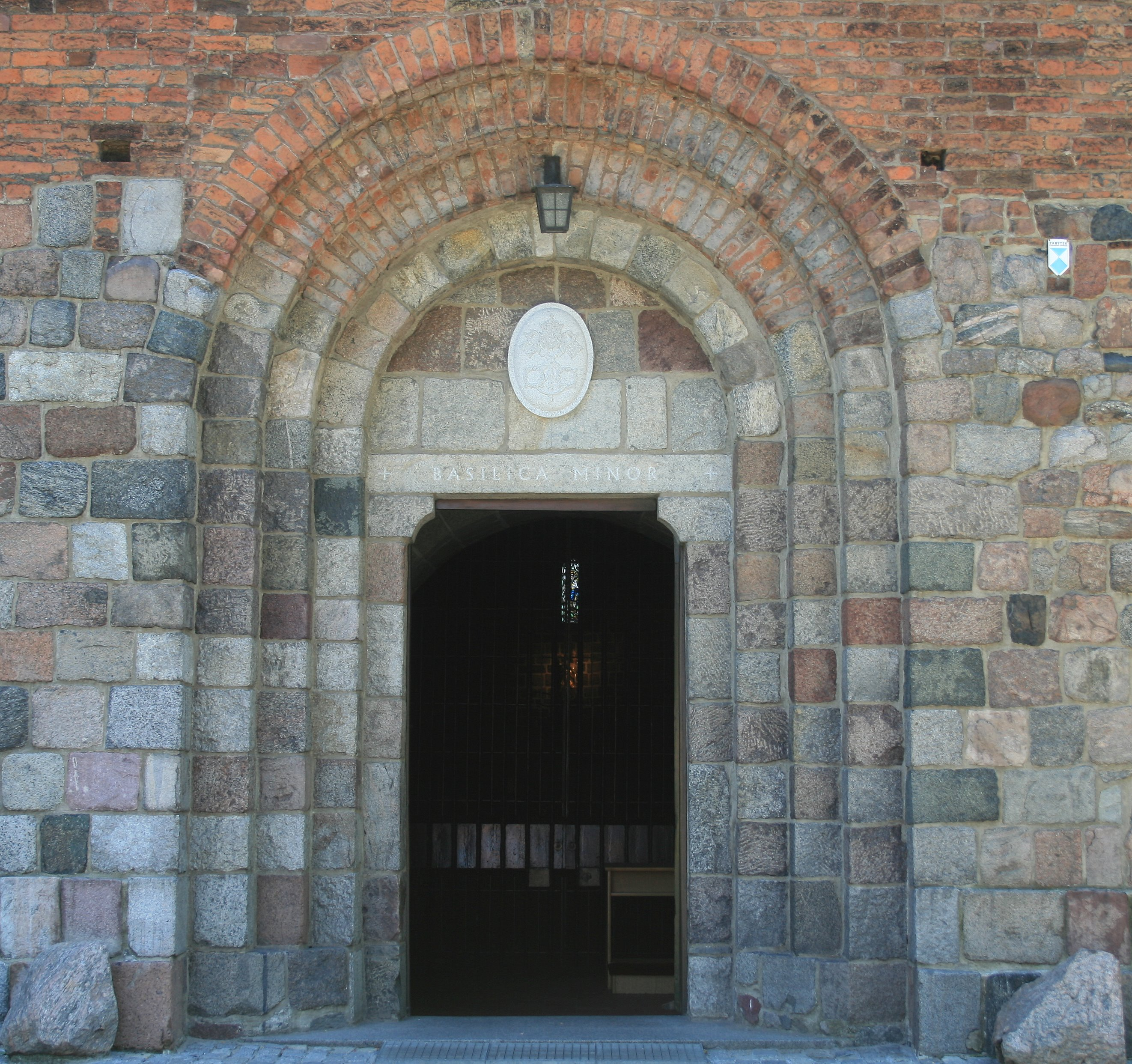
hoofdportaal van de basiliek, deels opgetrokken uit veldsteen en uit baksteen
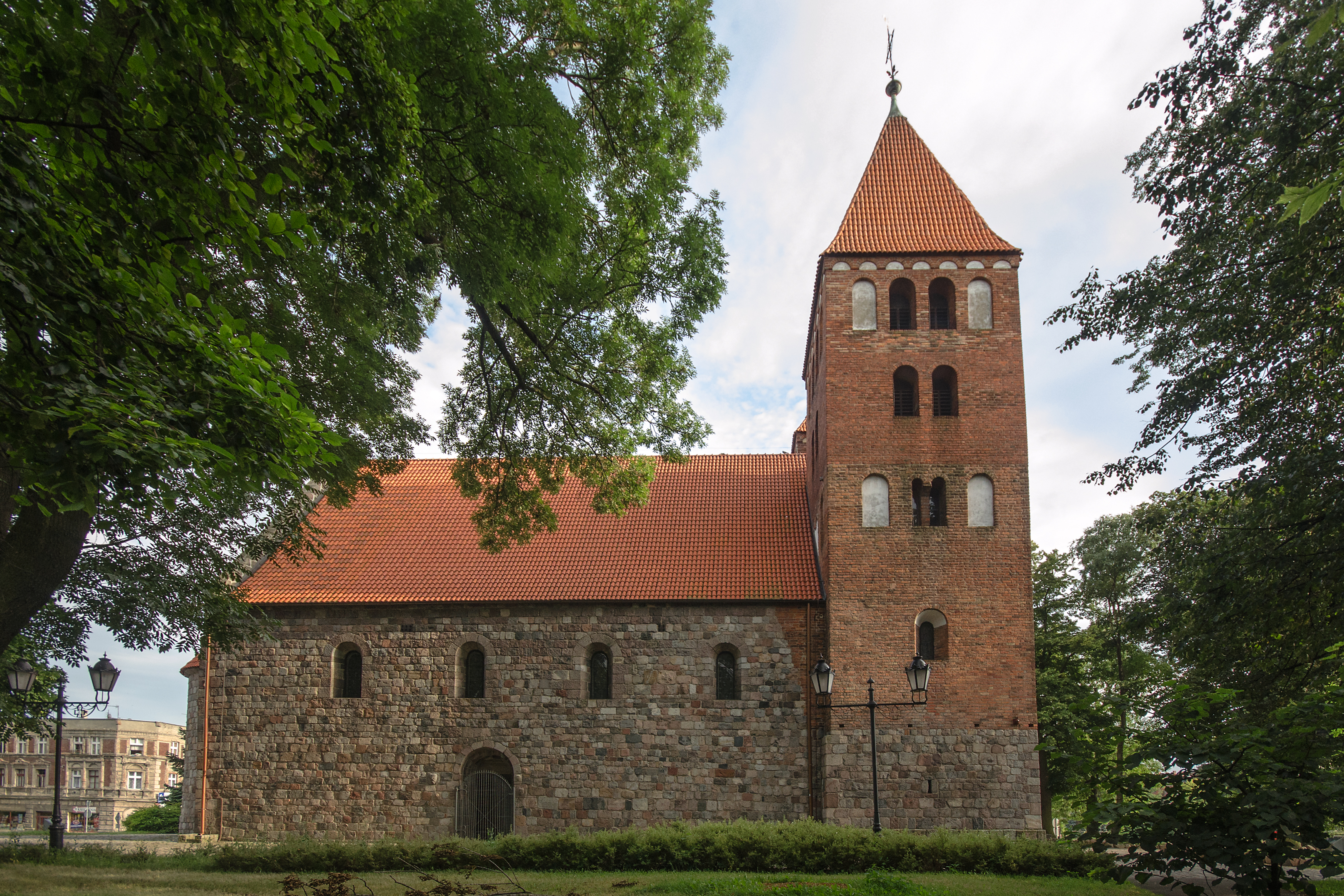
zijgezicht van de Mariabasiliek